# 日本の月間一覧
日本の月間一覧（にほんのげっかんいちらん）は、日本において○○月間と呼ばれるものを一覧にしたものである。
主に、官公庁が所管の一定の施策を集中して推進・啓発するために設けている場合が多い。
月順に列記している。
本一覧から除外しているものは、次のとおりである。
1. 個人的なもの。
2. ごく一地方でのみ有効となるもの。
3. 企業や業界団体などが商品の販売目的で制定したような「月間」のうち、単発で終わっているものや、事実上利用されていないもの。

## 1月
- 食を考える月間
- 「はたちの献血」キャンペーン（～2月28日）

## 2月
- 省エネルギー月間
- 北方領土返還運動全国強調月間

## 3月
- 建設業年度末労働災害防止強調月間（3月1日～3月31日）
- 雑誌の月（3月4日～4月30日）

## 4月
- 河川美化月間
- 未成年者飲酒防止強調月間
- 雑誌の月（3月4日～4月30日）
- みどりの月間（4月15日～5月14日）

## 5月
- 消費者月間
- 原子力エネルギー安全月間
- 水防月間
- 自転車月間
- 赤十字運動月間
- 不正大麻・けし撲滅運動（～6月30日）
- 情報通信月間（5月15日～6月15日）

## 6月
- 特区、地域再生、規制改革・民間開放集中受付月間
- 男女雇用機会均等月間
- 外国人労働者問題啓発月間
- 不法就労外国人対策キャンペーン
- リウマチ月間
- まちづくり月間
- 「不正改造車を排除する運動」強化月間
- 暴走族取締強化月間
- 環境月間
- 食育月間
- 土砂災害防止月間
- 農薬危害防止運動月間

## 7月
- 青少年の非行問題に取り組む全国強調月間
- 暴走族等追放強化活動期間
- 「社会を明るくする運動」強調月間
- 海外安全キャンペーン
- 「愛の血液助け合い運動」月間
- 海の月間
- 河川愛護月間
- 海岸愛護月間
- 林材業労働災害防止強化月間
- 山岳遭難の防止（～8月31日）
- 青い羽根募金活動強調月間（～8月31日）
- 夏の省エネキャンペーン（～9月30日）

## 8月
- 人権強調月間
- 北方領土返還運動全国強調月間
- 食品衛生月間
- 電気使用安全月間
- 道路ふれあい月間

## 9月
- がん征圧月間
- 心身障害者雇用促進月間
- 知的障害福祉月間
- 健康増進普及月間
- 船員労働安全衛生月間
- オゾン層保護対策推進月間
- 緑の募金（秋）（～10月31日）
- 統計調査票提出促進月間（～11月30日）

## 10月
- 食品ロス削減月間
- 高年齢者雇用促進月間
- 体力づくり強化月間
- 環境にやさしい買い物キャンペーン
- 健康強調月間
- 食生活改善普及月間
- 仕事と家庭を考える月間
- 母子保健強調月間
- 里親月間
- 国民年金制度推進月間
- 臓器移植普及推進月間
- 骨髄バンク推進月間
- 3R（リデュース・リユース・リサイクル）推進月間
- 情報化月間
- 工業標準化月間
- 土地の日・土地月間
- 都市緑化月間
- 住宅月間
- 自動車点検整備推進強化月間
- 全国・自然歩道を歩こう月間
- 公正競争規約普及月間
- 木づかい推進月間
- 労働保険適用促進月間
- 港湾労働衛生強調月間（10月1日～10月31日）
- 麻薬・覚せい剤乱用防止運動（～11月30日）
- 共同募金運動（～12月31日）
- 間伐推進強化月間（～11月30日）

## 11月
- テレワーク月間
- 全国青少年健全育成強調月間
- 過労死防止啓発月間[1]
- 下請取引適正化推進月間
- 乳幼児突然死症候群（SIDS）対策強化月間
- ゆとり創造月間
- 職業能力開発促進月間
- 標準営業約款普及登録促進月間
- 児童虐待防止推進月間
- 快適通勤推進月間
- 賃金不払残業解消キャンペーン月間
- 建設雇用改善推進月間
- 新規就農啓発強化月間
- JAS普及推進月間
- 伝統的工芸品月間
- エコドライブ推進月間
- 品質月間
- 素形材月間

## 12月
- 歳末たすけあい運動
  - NHK歳末たすけあい・海外たすけあい
- 大気汚染防止推進月間
- 脱スパイクタイヤ推進月間
- 地球温暖化防止月間
- 冬の省エネキャンペーン（～3月31日）
- 年末年始輸送の安全総点検（10日～1月10日）
- 建設業年末年始労働災害防止期間（12月～1月）
- 寄付月間